# Shatkarma
De shatkarma's  (Sanskriet: षटकर्म) of shatkriya's zijn een aantal kriya's in hatha-yoga die bedoeld zijn voor het reinigen van het menselijke lichaam.
De shatkarma's zijn beschreven door yogi Swatmarama in de Hatha yoga pradipika en dienen voor het reinigen van de ogen, oren, darmen en de maag. De volgende kriya's maken deel uit van de shatkarma:
| Kriya       | Omschrijving                                  |
| ----------- | --------------------------------------------- |
| Trataka     | kaarsenstaren vanaf ongeveer 1-3 meter        |
| Neti        | neusreiniging                                 |
| Kapalabhati | een snelle ademhaling, ook wel vuurademhaling |
| Dhauti      | maagreiniging                                 |
| Nauli       | darmreiniging                                 |
| Basti       | klysma                                        |